# Karlův vojenský kříž
Karlův vojenský kříž (německy Karl-Truppenkreuz), někdy také Karlův vojskový kříž, bylo rakousko-uherské vojenské vyznamenání. Založil ho dne 13. prosince 1916 rakouský císař Karel I. Předpokladem pro získání tohoto vyznamenání byla přinejmenším 12týdenní služba na frontě, jakož i nejméně jedna účast v bitvě. Celkem bylo během války uděleno 651 000 kusů.

## Vzhled vyznamenání
Odznakem je tlapatý kříž, vyrobený ze zinku. Pod rameny kříže probíhá vavřínový věnec. Na horním a středových ramenech je nápis GRATI PRINCEPS ET PATRIA (Vděčný panovník i vlast) a na dolním CAROLVS IMP. ET REX (Karel císař a král). Na zadní straně je pak ve středu heslo VITAM ET SANGVINEM (Život a krev), na horním rameni rakouská císařská a uherská královská koruna s iniciálou C (Carolus - Karel), na dolním letopočet MDCCCCXVI (1916).
Stuha je světle červená s červeno-bílými vodorovnými pruhy po stranách.